# 沙海镇 (建平县)
沙海镇，是中华人民共和国辽宁省朝阳市建平县下辖的一个乡镇级行政单位。

## 行政区划
沙海镇下辖以下地区：
沙海村、杜镇村、南洼村、新店村、四龙沟村、四节梁村、穆营子村、马杖子村、大苏子沟村、白家洼村、五营子村、金黄地村、五龙台村和叩勿素村。